# Adela Muñoz del Monte y Justiz
Adela Muñoz del Monte y Justiz   (Santiago de Cuba, 18 d'abril de 1833 - Madrid, 27 de juliol de 1858) va ser una pianista afeccionada, cantant i compositora cubana establerta a Madrid.
Nascuda a Santiago de Cuba el 18 d'abril de 1833. Era filla de l'escriptor Francisco Muñoz del Monte, col·laborador de diverses revistes i diaris cubans, i de la seva muller María Caridad Justiz. Hom afirma que durant la seva infantesa va rebre una bona educació.
El seu primer mestre va ser Joan Casamitjana a l'Havana. Més endavant, va estar dos anys a París, on va estudiar amb els pianistes Jean-Henri Ravina i Johann Peter Pixis. Finalment va establir-se a Madrid, on va finalitzar els estudis de piano amb Manuel Mendizábal. En cant i harmonia va ser deixebla de Baltasar Saldoni, qui va afirmar que va ser una de les filharmòniques més notables i especialment al piano. En l'àmbit del cant era mezzosoprano i cantava tant en castellà com en francès i italià amb la mateixa desimboltura.
Va participar en diversos dels concerts organitzats en cases particulars de Madrid. Va també escriure algunes composicions musicals. Per exemple, el 1853 va tocar un vals per piano de la seva autoria en un dels concerts a casa del seu mestre, Baltasar Saldoni.
Va morir el 27 de juliol de 1858 al carrer de San Sebastián 2, de Madrid.